# Васильєв Анатолій Олександрович (актор)
Анато́лій Олекса́ндрович Васи́льєв (нар. 6 листопада 1946) — радянський і російський актор театру і кіно. Народний артист Росії (1994).

## Біографія
Анатолій Васильєв народився 6 листопада 1946 року в Нижньому Тагілі.
В 1969 році закінчив Школу-студію МХАТ (курс В. П. Маркова). По закінченні школи-студії був прийнятий в трупу Московського театру Сатири, де прослужив до 1973 року. В 1973 році перейшов в театр Радянської Армії. З 1995 року служить в театрі імені Моссовєта.
Знявся в більш, ніж 50 фільмах («Крик гагари», «Корпус генерала Шубнікова», «Михайло Ломоносов», «Кохана жінка механіка Гаврилова», «Дамське танго», «Захочу — покохаю» та ін). Найбільш відомі ролі — в фільмах «Екіпаж» і «Свати».

### Особисте життя
- Перша дружина (1969—1983) — Тетяна Васильєва.
  - син — актор Пилип Васильєв.
    - внуки — Іван і Григорій.
    - внучка — Міра.
- Друга дружина (з 1991) — Віра Васильєва.

## Фільмографія
- 1978 — Іванцов, Петров, Сидоров — Владік Яковлєв
- 1978 — Степ — Димов
- 1978 — Близька далина — Сергій Букрєєв
- 1979 — Екіпаж — Валентин Ненароков, другий пілот
- 1979 — Крик гагари — Корнєв
- 1980 — Чрезвичайні обставини — Гліб Костянтинович Батукін
- 1980 — Корпус генерала Шубникова — генерал-майор Микола Шубніков
- 1981 — Яблуко на долоні
- 1981 — Кохана жінка механіка Гаврилова — Слава
- 1982 — Якщо ворог не здається...
- 1983 — Дамське танго — Федір Васильович
- 1983 — Брама в небо — генерал-майор Микола Шубніков
- 1984 — Тихі води глибокі
- 1985 — Груба посадка
- 1986 — Ігор Саввович
- 1986 — Де ваш син?
- 1986 — Борис Годунов — Петро Басманов
- 1986 — Михайло Ломоносов — Василь Дорофейович, батько Ломоносова
- 1987 — Вільне падіння
- 1987 — Оголошенню не підлягає
- 1988 — Без мундира — Свіблов
- 1990 — Захочу — покохаю
- 1991 — Фірма пригод
- 1992 — Вільна зона
- 1993 —  Для чого алібі чесній людині?
- 1995 — Обережно! Червона ртуть!
- 1997 — На зорі туманної юності — Башкірцев
- 2001 — Часи не обирають — Гаврюшин Юрій
- 2001 — Кохання.ru — Калінін
- 2004 — Фабрика мрій
- 2004 — Тато — Іван Кузьмич Чернишов
- 2004 — Новорічні чоловіки
- 2004—2007 — Бальзаківский вік, або Всі чоловіки сво… — генерал Генадій Репецький
- 2005 — Сліпий 2
- 2005 — Мисливці за іконами
- 2005 — Коротке дихання — Валентин Зотов, батько Олександра
- 2005 — Додатковий час — футболіст Дєєв
- 2006 — Сестри по крові
- 2006 — Велике кохання — Кантемиров
- 2007 — Тетянин день — Олег Барінов
- 2007 — Ми будемо щасливі, моя принадність
- 2007 — Майор Вєтров — батько Вєтрова
- 2008 — Батьки і діти — Микола Петрович Кірсанов
- 2008 — Свати — Юрій Анатолійович Ковальов (дідусь Юра)
- 2008 — Нові часи, або Біржа нерухомості — Зубарєв
- 2009 — І примкнувший до них Шепілов — Леонід Брежнєв
- 2009 — Люди Шпака — Михайло Олександрович Пориваєв, полковник
- 2009 — Обізнане джерело в Москві — Леонід Брежнєв
- 2009 — Свати 2 — Юрій Анатолійович Ковальов (дідусь Юра)
- 2009 — Свати 3 — Юрій Анатолійович Ковальов (дідусь Юра)
- 2010 — Буду пам'ятати
- 2010 — Ведмежий кут — Матвій Іванович Катунін (лісник, батько Ольги)
- 2010 — Одкричать журавлі — батько Валерія Ніколаєва
- 2010 — Свати 4 — Юрій Анатолійович Ковальов (дідусь Юра)
- 2010 — Новорічні свати — Юрій Анатолійович Ковальов (дідусь Юра)
- 2011 — Царство батька і сина — Іван Шуйський
- 2012 — Сімейний детектив — Микола Михайлович Гордєєв
- 2012 — Воєнна Прокуратура — Сергій Миколайович Смірнов, старший прокурор, чоловік Наталії
- 2013 — Крик сови — Валентин Петрович Бакур, «Граф»
- 2014 — Воєнна Прокуратура 2. "Погоня за смертю" — Сергій Миколайович Смірнов, заступник обласного прокурора, чоловік Наталії
- 2014 — Полоса відчуження — Сергій Іванович, батько Павла
- 2015 — Воєнна Прокуратура 3. "Кінець Полковника" — Сергій Миколайович Смірнов, заступник обласного прокурора, минулий чоловік Наталії